# Josh Lambo
(en) Statistiques sur pro-football-reference
Josh Lambo (né le 19 novembre 1990 à Lansig dans l'État du Michigan) est un joueur de football américain qui a évolué au poste de kicker dans la National Football League (NFL) pendant huit saisons (2015-2022).
Il a auparavant joué au soccer professionnel au poste de gardien de but. Il est selectionné au premier tour de la MLS SuperDraft 2008 par FC Dallas. Bien qu'il soit membre de l'équipe pendant trois saisons, il ne dispute aucun match MLS. Il se retire du soccer à l'age de 21 ans et commence une carrière de football américain universitaire avec les Aggies de Texas A&M de 2012 à 2014.
Il commence sa carrière professionnelle avec les Chargers de San Diego pendant deux saisons avant de s'engager avec les Jaguars de Jacksonville pendant la saison 2017. Avec les Jaguars, il est selectionné dans la seconde équipe All-Pro en 2019 et est libéré pendant la saison 2021. Par la suite, il fait de brefs passages chez l'equipe d'entraînement des Steelers de Pittsburgh en 2021, puis chez les Titans du Tennessee en 2022.

## Biographie

### Carrière de soccer
Avant de se tourner au football américain, Josh Lambo a joué au soccer en tant que gardien de but. En 2008, il est sélectionné par le FC Dallas lors de la MLS SuperDraft. Il ne joue pas le moindre match avec l'équipe et en 2010, il est prêté au FC Tampa Bay dans la USSF Division 2 Professional League. Sur la scène internationale, avec les États-Unis, il a joué avec la sélection des moins de 17 ans ainsi que celle des moins de 20 ans.
Relâché en 2011 par le FC Dallas, il tente des essais avec le DC United et le Sheffield United FC, et reçoit des offres d'équipes de la NASL. Finalement, il se retire du soccer professionnel à 21 ans.

### Carrière de football américain universitaire
En 2012, il tente une carrière au football américain en s'engageant avec les Aggies de l'université A&M du Texas en tant que kicker. Après une première saison comme réserviste, il devient le kicker principal de l'équipe la saison suivante après avoir surclassé Taylor Bertolet.

### Carrière de football américain professionnel
En mai 2015, non sélectionné lors de la draft 2015 de la NFL, il signe comme agent libre avec les Chargers de San Diego. En duel avec Nick Novak pour le poste principal, qui était le kicker des Chargers lors des quatre dernières saisons, c'est Lambo qui est désigné comme le kicker de l'équipe pour le début de la saison. Durant cette saison, il réussit 26 field goals sur 32 tentatives.
Il est libéré avant le début de la saison 2017 par les Chargers après que l'équipe ait préféré le débutant Younghoe Koo pour le poste de kicker. Le 17 octobre, il signe avec les Jaguars de Jacksonville. Il est quasi parfait à sa première saison avec les Jaguars, en réussissant 19 de ses 20 tentatives de field goals.
En février 2019, il signe un nouveau contrat avec les Jaguars pour quatre ans et un montant de 15,5 millions de dollars.
Le 19 octobre 2021, il est libéré par les Jaguars.
Le 2 novembre 2021, Josh Lambo intègre l'équipe d'entraînement des Steelers de Pittsburgh. Il est libéré de l'équipe d'entraînement sept jours plus tard.
Le 15 décembre 2021, il accuse l'entraîneur principal en première année des Jaguars Urban Meyer de lui avoir donné un coup de pied au jambe pendant l'échauffement d'avant-match du dernier match du pré-saison. Cette accusation jouerait un rôle central dans le renvoi d'Urban Meyer le jour suivant. L'année suivante, il dépose une plainte contre les Jaguars, alléguant que Meyer a créé un environnement de travail hostile et l'équipe n'a rien fait pour l'arrêter.
Le 16 novembre 2022, il signe avec les Titans du Tennessee. Le jour suivant, il réussit trois de quatre extra points dans une victoire de 27-17 en semaine 11 contre les Packers de Green Bay. Il est libéré quatre jours plus tard.
Le 17 mars 2023, Lambo annonce prendre sa retraite sportive.

## Statistiques
| Année  | Équipe                  | MJ     |        | Field goals | Field goals | Field goals | Field goals |         | Extra Points | Extra Points | Extra Points |
| Année  | Équipe                  | MJ     | Tentés | Réussis     | %           | Long        | Tentés      | Réussis | %            |              |              |
| 2015   | Chargers de San Diego   | 16     | 32     | 26          | 81,3        | 54          | 32          | 28      | 87,5         |              |              |
| 2016   | Chargers de San Diego   | 16     | 32     | 26          | 81,3        | 47          | 46          | 42      | 91,3         |              |              |
| 2017   | Jaguars de Jacksonville | 10     | 20     | 19          | 95          | 56          | 24          | 22      | 91,7         |              |              |
| 2018   | Jaguars de Jacksonville | 13     | 21     | 19          | 90,5        | 57          | 20          | 19      | 95           |              |              |
| 2019   | Jaguars de Jacksonville | 16     | 34     | 33          | 97,1        | 56          | 20          | 19      | 95           |              |              |
| 2020   | Jaguars de Jacksonville | 4      | 5      | 5           | 100         | 59          | 10          | 8       | 80           |              |              |
| 2021   | Jaguars de Jacksonville | 3      | 3      | 0           | 0,0         | -           | 7           | 5       | 71,4         |              |              |
| 2022   | Titans du Tennessee     | 1      | 0      | 0           | -           | -           | 4           | 3       | 75           |              |              |
| Totaux | Totaux                  | Totaux | 147    | 128         | 87,1        | 59          | 163         | 146     | 89,6         |              |              |